# John Rettig

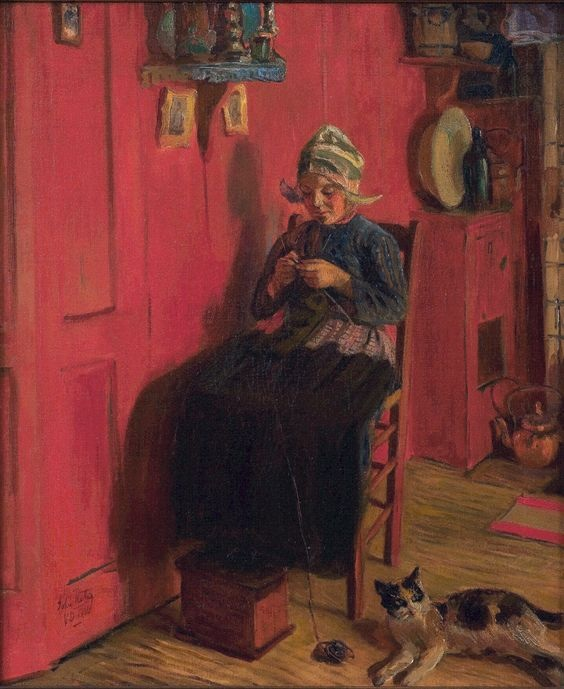
The Red Interior (Maartje Koning, Volendam, 1906)

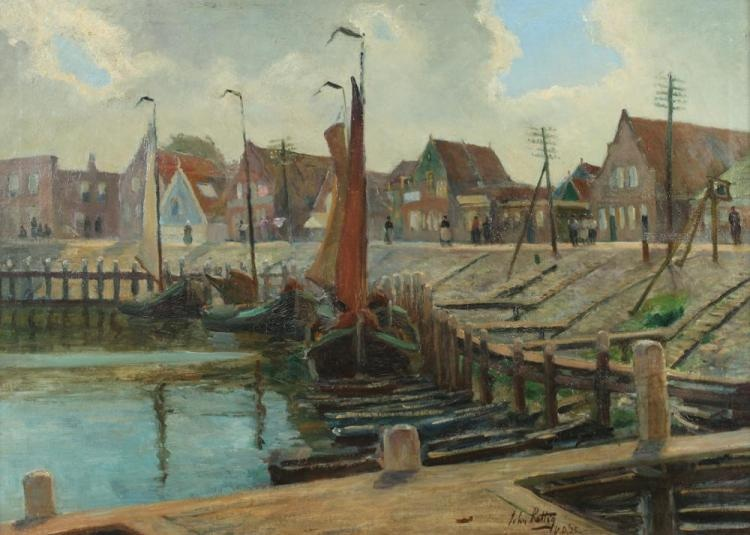
The Dyke, Volendam, 1925

John Rettig (Cincinnati, 5 september 1858 - aldaar, 1 mei 1932) was een Amerikaans kunstschilder. Hij schilderde kort na 1900 en in de jaren 1920 diverse periodes in Volendam en staat te boek als degene die het vissersdorp bekend maakte in Amerika.

## Leven en werk
Rettig studeerde aan de McMicken School of Design (onderdeel van de University of Cincinnati) en de Art Academy in Cincinnati, onder andere bij Frank Duveneck. Aanvankelijk maakte hij naam als ontwerper. Vanaf de jaren 1880 reisde hij meermaals door Europa en studeerde in Parijs. In de jaren tussen 1903 en 1907 verbleef hij samen met zijn vrouw gedurende de zomers in Volendam, waar hij logeerde in hotel Spaander. Hij schilderde er het vissersvolk en het dorp, waarbij hij zich liet inspireren door de Hollandse meesters uit de zeventiende eeuw. Ook bezocht hij Veere en Dordrecht. Toen Rettig in 1907 naar Cincinnati terugkeerde nam hij grote hoeveelheden Volendamse kostuums, Nederlandse meubelstukken en andere Hollandse voorwerpen mee, waarmee hij zijn atelier inrichtte om ook in Amerika "Hollandse werken" te kunnen blijven schilderen. In de jaren 1920 keerde hij nog enkele malen terug naar Volendam. Hij exposeerde zijn werken in Cincinnati en New York, waar ze gretig aftrek vonden. De bekendheid in Amerike van Volendam, dat vaak als synoniem werd gezien voor Holland, is voor een belangrijk deel aan hem te danken.
Rettig was van 1890 tot 1992 en van 1908 tot 1910 voorzitter van de Cincinnati Art Club. Hij overleed in 1932, 73 jaar oud. Zijn vrouw May Evelyn Rettig was eveneens kunstschilderes.